# ناثان سميث (لاعب دوري الرغبي أسترالي)
ناثان سميث (بالإنجليزية: Nathan Smith)‏ هو لاعب دوري الرغبي أسترالي، ولد في 21 أبريل 1983 في كانبرا في أستراليا.